# Ciążeń (gmina)
Ciążeń – dawna gmina wiejska istniejąca do 1954 roku w woj. łódzkim i poznańskim. Siedzibą władz gminy był Ciążeń.
Za Królestwa Polskiego gmina Ciążeń należała do powiatu słupeckiego w guberni kaliskiej. 19 maja?/31 maja 1870 do gminy przyłączono pozbawiony praw miejskich Lądek.
W okresie międzywojennym gmina Ciążeń należała do (utworzonego w 1919 roku) powiatu słupeckiego w woj. łódzkim. 1 lipca 1923 roku z gminy Ciążeń wyłączono kolonię Wymysłów, którą włączono do Zagórowa. 1 lipca 1925 roku z części obszaru gminy Ciążeń utworzono nową gminę Lądek. W związku ze zlikwidowaniem powiatu słupeckiego 1 kwietnia 1932 roku gmina weszła w skład powiatu konińskiego w województwie łódzkim. 1 kwietnia 1938 roku gminę wraz z całym powiatem konińskim przeniesiono do woj. poznańskiego.
Po wojnie gmina przejściowo zachowała samodzielność administracyjną, lecz już 1 lipca 1948 roku została przyłączona do powiatu wrzesińskiego w województwie poznańskim. 1 lipca 1952 roku gmina składała się z 12 gromad: Borki, Ciążeń, Ciążeń, Ciążeńskie Holendry, Dąbrowa, Dziedzice, Gółkowo, Jaroszyn, Kąty, Kotunia, Policko, Samarzewo i Wierzbocice.
Jednostka została zniesiona 29 września 1954 roku wraz z reformą wprowadzającą gromady w miejsce gmin. Po reaktywowaniu gmin 1 stycznia 1973 roku gminy Ciążeń nie przywrócono, a jej dawny obszar wszedł głównie w skład gmin Lądek i Słupca w powiecie słupeckim w województwie poznańskim.